# Sakao
Sakao (o Sakau) è una piccola isola del Pacifico nello Stato di Vanuatu.
Si trova a sud dell'isola di Malakula e appartiene alla Provincia di Malampa.
L'isola è ricoperta da una folta vegetazione.